# Township u SAD-u
Township je riječ kojom se označava vrsta naselja u SAD. Dok u drugim državama ovo može biti u svezi s urbanim naseljem, ovaj pojam u Australiji, SAD i Kanadi to mogu biti i naselja koja su tako mala da bi ih se smatralo urbanim.
Dvije su vrste townshipa u SAD. Savezna država u SAD može imati oba. Granice se obično podudaraju u državama u kojima su nazočne obje vrste. Treća vrsta postoji samo u saveznoj državi Michigan.
Kongresni township je jedinica mjerenja zemlje koju je definirao Javni sustav izmjere zemljišta.
Civilni township je rasprostranjena jedinica lokalne samouprave u SAD, subordinirana okrugu. Posebnosti u odgovornostima,  nadležnostima i stupnju autonomije variraju od države do države. U mnogim saveznim državama townshipi su organizirani na način da djeluju pod autoritetom državnih statuta, poput okruga. U drugim townshipi funkcioniraju kao općinske korporacije - "chartered entities" uz neki stupanj vlastite vlasti. Postoje iznimke. Najpoznatiji su townshipi u New Jerseyju i Pennsylvaniji. Ondje su vrsta inkorporiranosti uz fiksne granice i jednaka položaja selu, mjestu, gradu (village, town, borough, city), analogno gradovima Nove Engleske ili "townu" u saveznoj državi New York.
Charter township je treći oblik, svojstven saveznoj državi Michigan. Ovaj oblik lokalne uprave daje mogućnost veće samostalnosti i zaštićenost od pripajanja nekoj drugoj jedinici, osim u iznimnim okolnostima.